# Spathomeles anceps
Spathomeles anceps es una especie de coleóptero de la familia Endomychidae.

## Distribución geográfica
Habita en la India y Nepal.